# Ermita de San Medardo (Benabarre)
La ermita de San Medardo es un templo barroco del siglo XVII ubicado en Benabarre, Huesca.

## Ubicación
El templo se encuentra en el conocido como "Parque de Sant Medardo" que se encuentra a un kilómetro y medio de distancia de la población de Benabarre a través de un desvío que sale de la carretera que une Benabarre con Laguarres.
Junto a la ermita se encuentra un nogal de aproximadamente 150 años declarado como Árbol singular de Aragón conocido como "Nogui".

## Historia
Durante la Guerra Civil la ermita fue expoliada y sus reliquias fueron destruidas.

## Descripción
El templo tiene una planta hexagonal y se levanta con sillería, teniendo cuatro de los seis lienzos que lo forman aperturas en parejas de arcos gemelos de medio punto con una moldura convexa y que se apoyan en una columna central rematada por capiteles lisos, mientras que solo la cabecera y la fachada, que cuenta con acceso simple bajo un arco de medio punto, están completamente cerradas. El edificio se cubre con un tejado elevado de losas de pizarra dispuesto a seis aguas.
En el interior alberga un manantial junto al altar, que se encuentra en la cabecera del templo, aunque el agua sale al exterior a través de uno de los muros laterales por dos caños de bronce que representan cabezas de buey y que vierten el agua a una pila rectangular de piedra que a su vez la conecta con una pequeña balsa oval.
Junto al edificio religioso existe una construcción posterior que fue la antigua casa del ermitaño.

## Leyenda y tradiciones
Según un breviario de la Iglesia de Benabarre, las reliquias de San Medardo fueron abandonadas por Carlomagno en el valle de Linares durante una retirada tras una incursión en territorio musulmán y que tras varios siglos estando escondida bajo tierra, un buey de una masía cercana llamada "de Pudiola" se acercaba al lugar a escarbar en el lugar, por lo que sus dueños lo siguieron y descubrieron la arqueta con los restos del santo.
Tras encontrar las reliquias contactaron con los monjes del Monasterio de Linares, quienes se llevaron con ellos a su santuario mientras que en el lugar donde fueron encontradas las reliquias surgió un manantial.